# Enonjärvi
Enonjärvi är en sjö i Finland. Den ligger i kommunen Karstula i landskapet Mellersta Finland, i den centrala delen av landet, 300 km norr om huvudstaden Helsingfors. Enonjärvi ligger 140,8 meter över havet. Den är 18,78 meter djup. Arean är 8,43 kvadratkilometer och strandlinjen är 37,87 kilometer lång. Sjön  ingår i Kymmene älvs huvudavrinningsområde. 